# 플레이스테이션 3
플레이스테이션 3(영어: PlayStation 3, PS3)는 소니 컴퓨터 엔터테인먼트가 2006년 발매한 세 번째 가정용 게임기이다.
마이크로소프트의 엑스박스 360, 닌텐도의 Wii와 경쟁하였다. 이전 제품에서 온라인 플레이 기능을 비디오 게임 개발사에 전적으로 의존하던 것과 다르게 통합 온라인 게임 서비스인 플레이스테이션 네트워크 서비스를 발매와 함께 시작해 제공하고 있으며, 탄탄한 멀티미디어 재생 기능, 플레이스테이션 포터블과의 연결, 고화질 광학 디스크 포맷인 블루레이 디스크 재생 기능 등의 기능을 갖추었다.
2006년 11월 11일에 일본에서 처음으로 발매했으며, 같은 해 11월 17일에는 북미 지역, 2007년 3월 23일에는 유럽과 오세아니아 지역, 대한민국의 경우 그해 6월 5일부터 일주일간 예약판매를 실시하였고, 매일 준비한 수량이 동이 나는 등 많은 관심을 받았으며 6월 16일 정식 발매 행사를 열었다.

## 역사

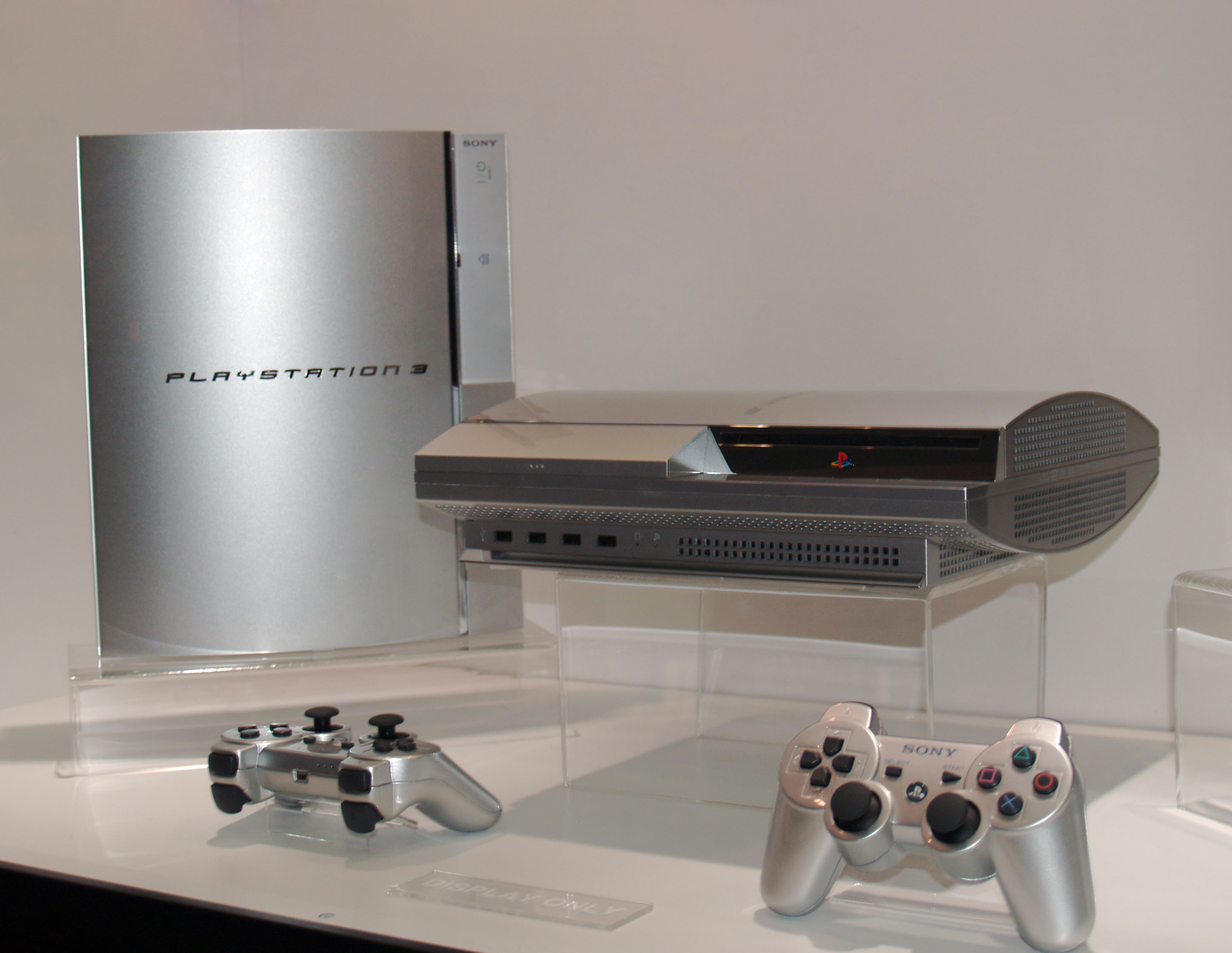
2006년 공개된 PS3 시제품

플레이스테이션 3의 존재는 2005년 5월 16일 미국 캘리포니아주에서 개최된 Electronic Entertainment Expo(이하 E3)에서 처음 알려졌다.
이 때는 시험 제품으로 공개되어 본체의 디자인은 초기 플레이스테이션 3과 많은 변화는 없었지만, 외부 접속 단자 부분에서 섬세한 차이가 있었다. 또 콘트롤러는 부메랑 형태의 디자인으로 공개되었다. 이때 2006년 봄에 출시할 것이라고 발표했으나 2006년 5월에 개최된 E3에서 정식 디자인과 가격 발표와 함께 11월 중순으로 발매를 연기한다.
발매 모델은 하드 디스크 드라이브 용량이 20GB와 60GB 두 가지로, 두 제품 사이에는 하드 디스크 드라이브의 용량 이외에도 차이가 있었다. 당초는 20GB 모델은 HDMI 단자는 탑재하지 않기로 되어 있었으나 HDMI 단자를 쓰는 텔레비전이 시장에 많이 출시되면서 뒤늦게 탑재하는 것으로 변경했다.
발매 2개월 전인 2006년 9월, PAL 지역(유럽 일부, 러시아, 중동, 아프리카, 오스트레일리아)에서의 발매 날짜가 여러 번 연기되었다. 이유는 블루레이 디스크를 읽는 데에 사용되는 레이저 다이오드의 생산 계획이 늦게 나와서이다. 이것은 일본이나 북미 지역에도 영향을 끼쳤으며, 그 영향으로 일본에서는 초기 출하량이 8만 대 정도로 머물렀다. 또 소니 컴퓨터 엔터테인먼트 미국 지사의 최고 경영 책임자가 “북미 지역에서는 2007년 4월 또는 5월쯤이면 재고를 충분히 갖출 수 있을 것”이라고 말하기도 했다.
2007년 11월 11일에는 40GB/CECHHxx 모델이 일본 시장에 투입되었다. 이 모델은 대폭적인 비용 절감을 이뤄냈지만 플레이스테이션과 플레이스테이션 2용 소프트웨어를 실행할 수 있던 하위 호환 기능 등이 삭제되었다. 2009년 9월에는 내부 부품 개량으로 경량·박형화를 이루어낸 120GB/CECH-20xx 모델이, 12월에는 250GB 모델이 발매되었다.
2012년 10월에는 새로운 디자인과 가벼워진 신형 제품 CECH-40xx 250GB/500GB 제품이 발매되었다.

## 사양

### CPU

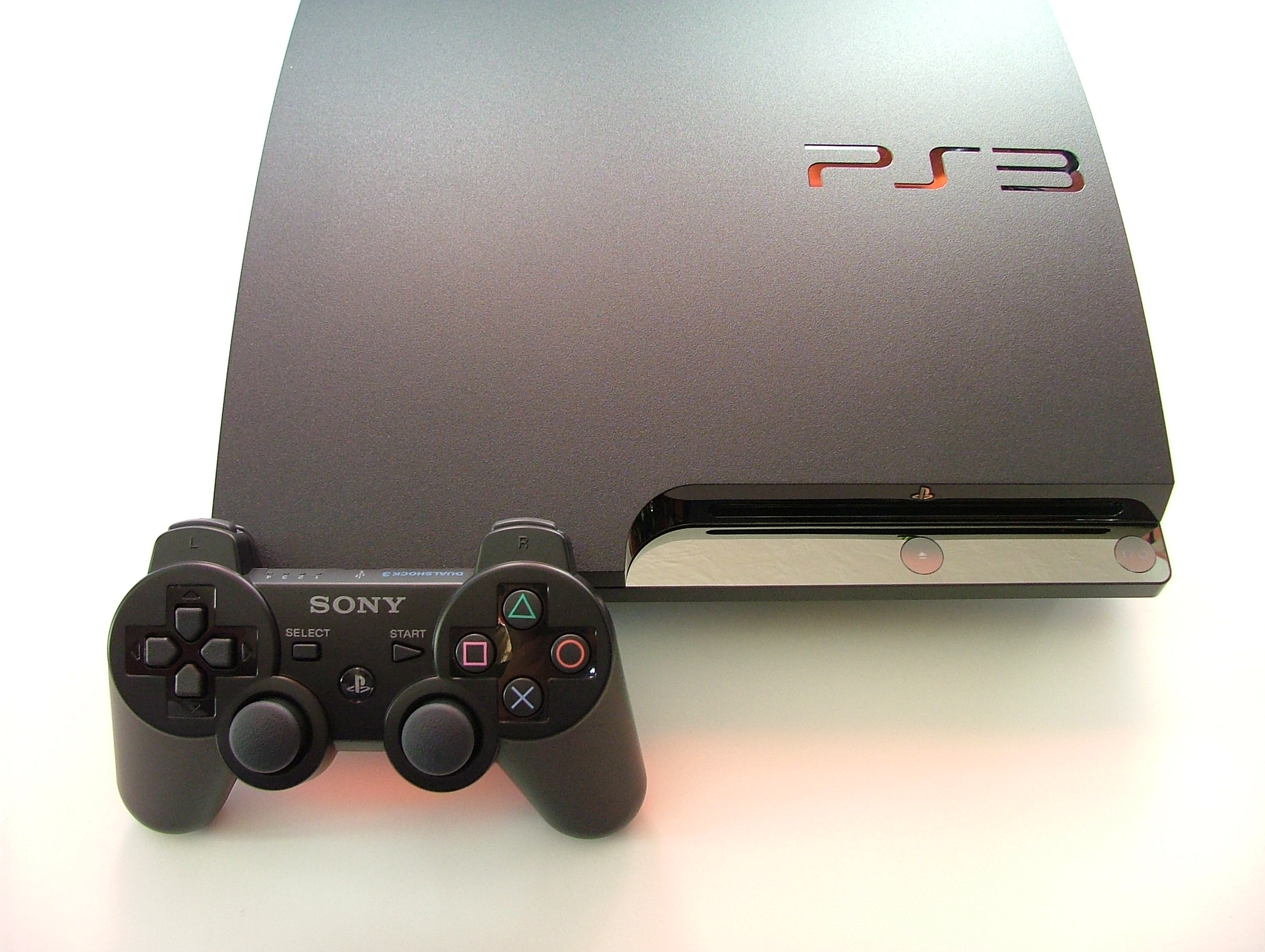
슬림 PS3

소니 컴퓨터 엔터테인먼트와 IBM, 도시바가 공동 개발한 파워 아키텍처 기반의 64비트 RISC 마이크로프로세서인 셀 브로드밴드 엔진(Cell Broadband Engine)을 채용했다. 1개의 PPE(파워 프로세서 엘리먼트, Power Processor Element)와 8개의 SPE(시너지스틱 프로세서 엘리먼트, Synergistic Processor Element)로 구성된 멀티 코어 CPU이다. SPE는 개별 256KB의 대용량 로컬 메모리를 갖고 있으며 8개 중 1개의 SPE는 여분의 부동소수점 연산을 위해 따로 배정돼 있다. 다른 하나는 SPE 고장을 방지하기 위해 예비용으로 배정되어 있어 실제로 사용하는 SPE는 총 6개이다.

### GPU
GPU는 엔비디아와 공동 개발한 RSX Reality Synthesizer를 사용한다. RSX는 엔비디아의 PC용 VGA 지포스(GeForce) 7800 GTX의 GPU를 기반으로 해 Flex I/O 인터페이스를 탑재한 PS3 전용 GPU이다.
7800 GTX와 버텍스 세이더 수(8개), 픽셀 세이더 수(24개)가 같지만, 동작 주파수(7800 GTX:430 MHz, RSX:550 MHz), VRAM 인터페이스(7800 GTX:38.4GB/s(256bit), RSX:22.4GB/s(128bit)), CPU 인터페이스(7800 GTX:8 GB/s, RSX:35GB/s), ROP 유닛(7800 GTX:16개, RSX:8개)이 다른 부분도 있다. 경우에 따라서는 셀 프로세서의 SPE 코어에 의해 연산 작업 배분을 하기도 한다.
SCE에서는 RSX의 부동소수점 연산 성능을 당초 1.8 TFLOPS로 발표했지만 정확한 수치는 아니다. 출력 해상도는 최대 1920×1080 픽셀의 풀 HD표시가 가능하고, 프로그레시브 표시도 지원한다.

### 냉각·소음·소비 전력
고속의 CPU/GPU를 사용하기 때문에 정음성과 냉각을 두 가지 모두를 확보하기 위해서 대형 히트 싱크와 16 cm 팬을 탑재했다. 가로로 둘 경우 우측의 배기구 및 전면 흡기부 주변은 기류를 확보하기 위해 어느 정도 열어 두는 것이 바람직하다.
40GB 모델에서는 셀 CPU에 65 nm 칩셋을 사용하여 발열과 소음을 줄였다. 80GB 모델에서 RSX도 65 nm 칩셋이 사용되어 더욱 발열과 소음이 줄었다. 뜨거운 공기는 위로 올라가는 특성이 있기 때문에, 세로로 세워 쓰는 편이 열이 더 잘 빠져나가는 것으로 알려졌다. CECH-2000A에서는 45 nm CPU를 사용하고(RSX는 65nm로 변동없음), 250W 파워로 바뀌었다.
최대 소음은 36 dB(40GB모델은 30 dB)라고 밝히고 있다. 최대 소비전력은 380W(40GB 모델은 280W)라고 밝히고 있지만, 이것은 전원 용량으로 XMB 상태에서 약 165 ~ 170W(40GB 모델 약 130 ~ 132W), 블루레이 비디오 재생시에는 약 170 ~ 174 W(40GB 모델 약 134 ~ 137 W), 게임은 약 170 ~ 197 W(40GB 모델 약 142 ~ 158 W)를 소비한다. 또, 최신 시스템 소프트웨어로 업데이트할 경우 소비전력이 줄어드는 경우도 있다.
CECH-2000A의 경우, XMB 상태에서 약 76W, 블루레이 비디오 재생시에는 약 83W, 게임은 약 81 ~ 101W를 소비한다.(《메탈 기어 솔리드 4 GUNS OF THE PATRIOTS》체험판)

### 메모리
메인 메모리에는 미국 램버스사가 개발한 차세대 메모리 256MB XDR DRAM을 채용했다. I/O 인터페이스는 램버스사의 FlexIO 기술을 채용하여, HD 품질의 고정밀 이미지를 실시간 처리 하기 위해 필요한 전송 속도를 실현하고 있다. XDR 메인 메모리는 CPU와 직접 연결되어 있고, GDDR3 비디오 메모리는 GPU와 직접 연결되어 있으나, NUMA(Non-Uniform Memory Access) 아키텍처를 사용, CPU와 GPU가 서로 상대방의 전용 메모리에 접근하는 것도 가능하다.

### 소리
소리 처리는 주로 SPE가 담당해, 모두 소프트웨어 방식으로 처리한다. PS3의 게임 타이틀에서는 최대 리니어(Linear) PCM 7.1 ch 출력까지 지원하며 Dolby Digital 5.1 ch의 실시간 인코딩을 지원한다. 블루레이 디스크에 채용된 무손실 오디오 코덱은 돌비 트루HD와 DTS-HD Master Audio를 리니어 PCM로 변환해 출력한다.
Dolby Digital Plus의 디코딩은 지원하고 있지 않지만, HDMI Ver1.3a 규격을 지원하고 있으므로 출력을 지원할 가능성은 있다. 한편, DTS-HD High Resolution Audio의 디코딩은 지원하고 있다. 그 외, 디지털 방송의 기록 포맷인 AAC의 디코딩도 가능. 음성 출력은 아날로그 음성 단자, HDMI 단자, 광디지털 음성 단자 중 1개를 선택한다. 2개 이상 동시에 출력할 수 없다. 덧붙여 설정이 되어 있지 않은 상태에서는 Linear PCM 2.0 ch로 모든 단자로부터 동시 출력이 가능. CECH-20xx부터는 돌비 TrueHD, 및 DTS-HD Master Audio 음성을, HDMI 단자에서 비트스트림 출력을 지원한다.

### 블루레이 디스크

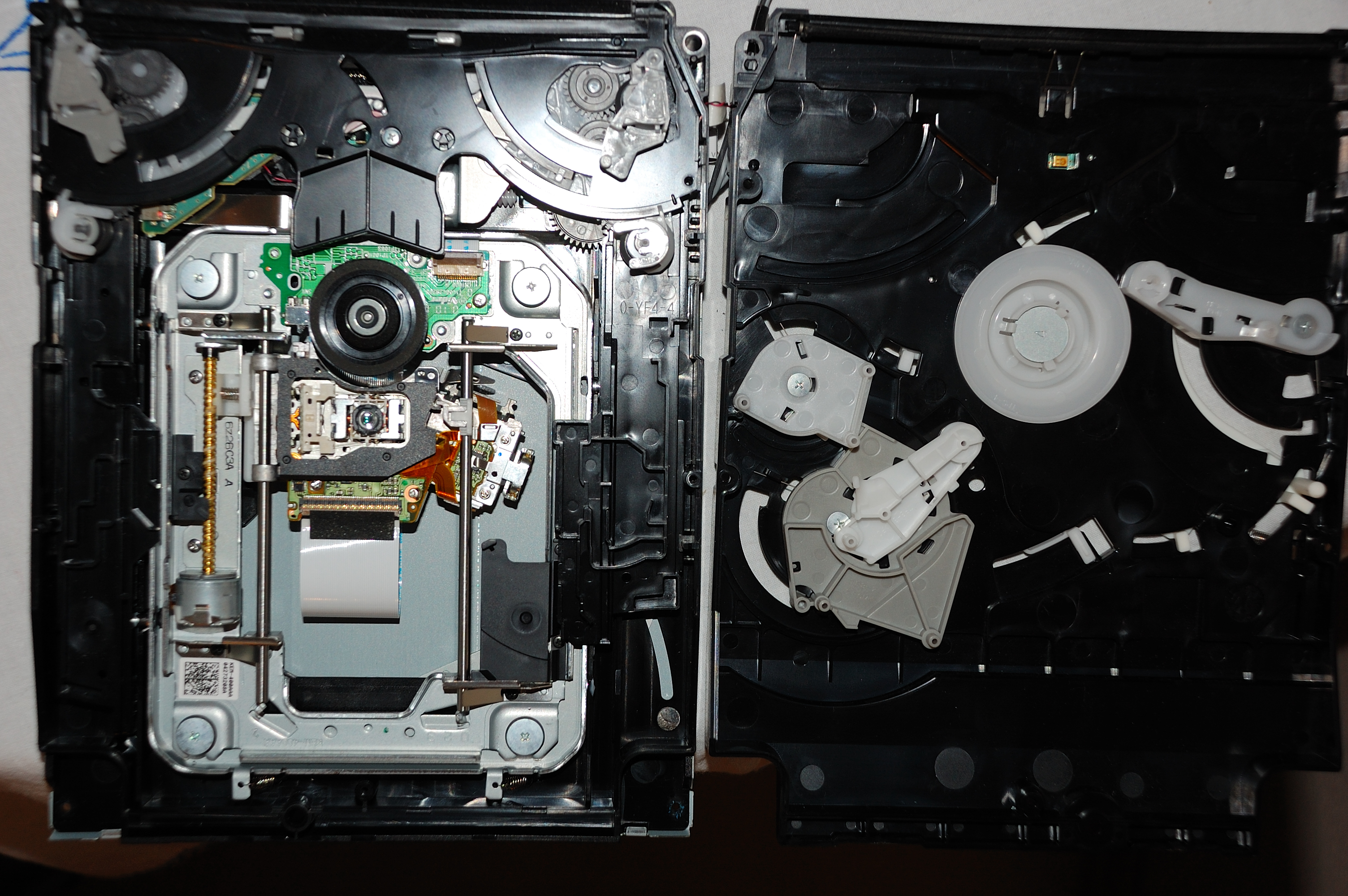
블루레이 드라이브를 분해한 모습

PS3는 블루레이 디스크 드라이브를 채용했다. 차세대 미디어 규격 싸움에서 블루레이 진영의 강력한 힘이 되어, HD-DVD를 몰아내는 원인이 되기도 했다. 용량 8.5 GB(듀얼 레이어)의 DVD와 달리, 큰 용량의 블루레이 디스크는 게임을 개발하면서 기록 용량의 제약에서 벗어나게 되었다. 게임에 따라서는 DVD로 용량은 충분하지만, 저작권 보호 등을 고려해, 모든 작품이 블루레이 디스크를 채용하고 있다(PSN으로 배포하는 게임 제외). PS3는 BD-ROM 외에 BD-R와 BD-RE의 읽기도 가능하며 CPRM·AACS도 지원한다. 읽기 전용이라 쓰기는 불가능. 2008년 3월 배포한 시스템 소프트웨어 버전 2.20부터, 유기 색소를 기록 재료로 하여 1회만 쓰기가 가능한 LTH 타입의 BD-R의 읽기도 가능해졌다.
PS3의 블루레이 재생 기능 전용 플레이어/레코더와 비교해도 손색 없는 성능을 가지고 있다. 시스템 업데이트로 무상으로 기능이 향상된다는 점은 AV 기기로서는 혁신적으로, 특히 2007년 5월 배포한 시스템 소프트웨어 버전 1.80부터 블루레이 디스크의 1080p/24 Hz 출력(필름 소재의 영화 소프트를 가장 충실히 재생한다)과 DVD의 업스케일링을 지원한다. 이 기능은, 본래 SD 화질의 DVD가 HD 화질과 비슷하게 보이는 만큼 성능이 높다. HDMI를 지원하는 HDTV가 있으면, 블루레이 재생 뿐만이 아니라 DVD 업스케일링 등의 혜택을 받을 수 있다.

### 콘트롤러

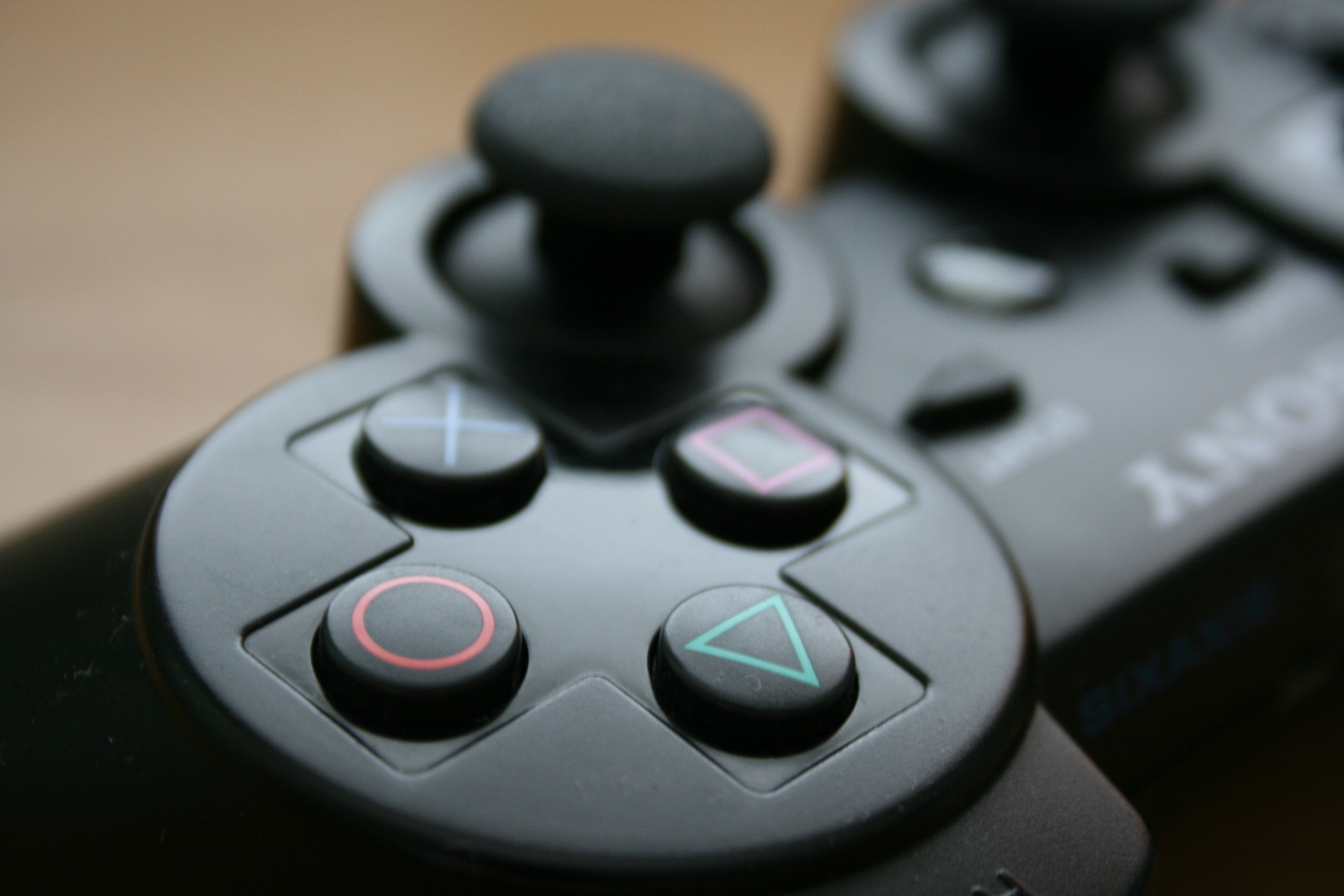
듀얼쇼크 3

PS3 초기 콘트롤러인 ‘SIXAXIS’(식스액시스)의 형태는 듀얼쇼크2와 거의 같지만, 진동 기능과 관련된 명칭은 폐지되어 모션 센서(6축 검출 시스템)의 축 수에서 따온 새로운 명칭이 사용되었다.
블루투스 무선 접속이 가능하여 종래와 같은 케이블이나 멀티 탭 등의 번거로움으로부터 해방되어 콘트롤러를 통해 본체 전원을 켜는 것도 가능해졌다. 또, USB 케이블로 유선 접속과 급속 충전이 가능(충전은 본체가 켜져 있을 때만 가능). 처음 사용할 때는 USB로 PS3 본체에 연결해 가운데 PS 버튼을 눌러 페어링(블루투스 호환 기기를 서로 연결)을 해야 한다. 한 번 페어링시키면 다음 번에는 이 과정을 하지 않아도 된다.
새 콘트롤러는 아날로그 정보의 검출 정밀도를 8비트에서 10비트로 확대하고, L2·R2 버튼의 트리거화, 3축 가속도와 3축 회전을 검출하는 6축 검출 시스템을 탑재한 모션 센서로 보다 직감적인 조작이 가능하다. 지금까지 있었던 진동 기능은 삭제했지만 이전의 감압 입력 기능은 포함되어 대폭적인 경량화(136g)를 실현했다. 진동 기능이 포함되지 않은 이유로 처음에는 진동 기능을 포함 시킬경우 모션 센서 기능을 방해할 수 있어 삭제했다고 밝혔으나 나중에 SCEA의 CEO 히라이 카즈는 기술적으로 가능했지만 가격이 비싸져 전략적인 문제를 이유로 삭제했다고 밝혔다. 다행히도 2007년 11월부터, SIXAXIS에 진동 기능을 추가한 듀얼쇼크3이 발매되었다. 진동 기능은 이미 발매된 일부 소프트웨어나 네트워크를 이용한 업데이트로 지원하며 2008년 10월 발매된 80GB 모델부터는 기본 콘트롤러로 같이 제공하고 있다.

### 네트워크
10BASE-T, 100BASE-TX, 1000BASE-T를 지원하는 이더넷 인터페이스를 갖추고 있다. 20GB 모델을 제외한 모든 모델은 IEEE 802.11 b/g 규격 무선랜도 지원한다. 특히 플레이스테이션 포터블(PSP)과 네트워크로 연결해 PS3의 화면을 변환하여 전송해 PSP에서 PS3을 조작할 수 있는 기능인 리모트 플레이를 사용할 수 있다.

### I/O
60GB 모델에는 본체에 메모리 스틱, SD 카드, 컴팩트플래시 3 종류의 카드 슬롯이 탑재되어 있고, 블루레이 드라이브 왼쪽에 위치하는 커버가 열리게 되어 있다. (탑재하지 않은 모델에서는, 커버는 붙어 있지만 열리지 않는다.) 내부에서는 USB로 연결된다.
메모리 스틱 슬롯에는 메모리 스틱 듀오도 어댑터 없이 넣을 수 있다. 이와 같이 SD 카드 슬롯에는 miniSD도 어댑터 없이 넣을 수 있다. 각 슬롯마다 램프도 달려 있어 작동 여부를 확인할 수 있다.
저장 데이터 보존으로 하드 디스크(HDD), 메모리 스틱 외에 SD 카드나 컴팩트플래시 등 여러 가지 미디어를 사용할 수 있도록 했다. 또 USB 포트에는 USB 대용량 장치 계열 기기와 PC용 USB 마우스나 키보드 등의 범용 기기를 연결할 수 있다. USB로 FAT32로 포맷되지 않은 HDD를 연결하는 경우는 인식하지 않는다. (게임 OS상에서만)

### 하위 호환성
초기 모델의 PS3에서 PS/PS2용의 게임 소프트웨어를, 40GB 모델부터는 PS3용 소프트웨어만 플레이할 수 있다.
특히 PS2 소프트웨어 호환성을 높이기 위해 PS2에 탑재되었던 마이크로프로세서 이모션 엔진(Emotion Engine)과 그래픽 신시사이저(Graphics Synthesizer)를 탑재했고, 이 때문에 2개의 DRDRAM도 들어갔다.
다만 유럽판 모델에서는 EE+GS 칩과 DRDRAM는 없어지고 GS와 비슷한 새로운 칩을 탑재하였다. 소프트웨어 에뮬레이션 방식으로 PS2 타이틀의 플레이는 가능하지만 호환성이 낮다. 이후 모델에서는 저가격·저소비전력화를 이유로, PS2 호환을 위한 부품이 빠지게 되었다.

## 게임

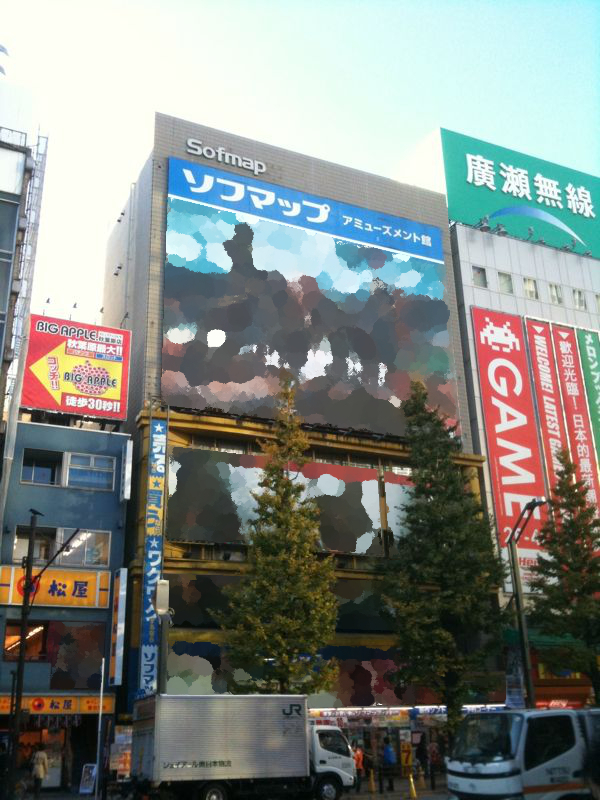
2009년 12월 소프맵 어뮤즈먼트관에 《파이널 판타지 XIII》 외벽광고물이 설치되어 있다.

일본의 경우 5개 타이틀이, 북미 지역에서는 14개 타이틀이 발매와 함께 출시되었고, 2006년 말까지 일본에서는 8개 타이틀이, 북미에서는 3개의 타이틀이 더 출시되었다. 북미에서 발매 첫 주 가장 많이 팔린 PS3 게임은 《레지스탕스: 인류 몰락의 날》로, 2006년 게임스팟이나 IGN 같은 유명 비디오 게임 웹사이트에서 PS3 부문 올해의 게임(GOTY) 상을 받기도 했다. 《소닉 더 헤지호그》나 《엘더 스크롤 4: 오블리비언》등 몇몇 타이틀은 발매와 함께 발매되지 못하고, 2007년 초로 미뤄져 발매되기도 했다. 일본에서는 발매 직후 《릿지 레이서 7》이 가장 많이 팔린 것으로 집계되었다. 대한민국에서는 《버추어 파이터 5》, 《콜 오브 듀티 3》 등 15종의 타이틀이 발매와 함께 출시되었다.
E3 2007에서 소니는 PS3 전용 게임들을 다수 소개하며 출시해왔는데, 《헤븐리 소드》, 《언차티드: 엘도라도의 보물》, 《그란투리스모 5 프롤로그》, 《킬존 2》, 《리틀빅플래닛》 같은 소니 퍼스트 게임들은 한글화되어 대한민국에 출시되었다. 이외에도 일본에서 특히 인기가 높은 RPG 게임 《파이널 판타지 XIII》가 일본에서 PS3로 선행발매되었고 대한민국에서도 2010년 1월 29일 발매되었다. 개발중인 액션 롤플레잉 게임인 《파이널 판타지 베르서스 XIII》도 현재까지 PS3로만 출시되는 것으로 알려져 있다.
이외에도 2010년 2월 한글화 출시된 스릴러 게임 《헤비 레인》등이 좋은 평가를 받았으며, 인기 레이싱 게임 《그란 투리스모 5》가 완전 한글화되어 출시되었다.
2010년 4월 소니는 펌웨어 3.30을 발표하며 3D TV를 지원하기 시작했고 6월부터 몇 개의 3D 지원 게임을 플레이스테이션 네트워크를 통해서 배포하고 있다.
2013년, 전설의 역작 , 너티독의 《라스트 오브 어스》가 한글화되어 출시되어 그해 GOTY 1위를 하였다.

## 기능

### 게임
PS3 전용 게임부터 온라인 다운로드 소프트웨어나 체험판, 게임 아카이브(Archive) 소프트웨어를 다운로드·플레이 할 수 있다.
또, PS/PS2 규격 소프트웨어도 지원하고 있다. PS 규격 소프트웨어의 경우 소프트웨어에 의한 에뮬레이션으로 동작해 모든 모델에서 플레이할 수 있다. PS2 소프트웨어는, 모델에 따라서 다르지만 하드웨어 레벨, 혹은 소프트웨어와 하드웨어의 편성에 의해 호환 기능을 실현하고 있었으나, 2007년 발매의 40 GB/CECHHxx 모델부터는 PS2 호환 기능은 지원하지 않고 있다.
PS3 게임의 대부분은 지역 제한이 없기 때문에, 다른 지역의 PS3 규격 소프트웨어도 사용 가능하다. 다만 동작 보증은 하지 않고 있다. 극히 일부의 소프트웨어가 일본제 PS3모델 외의 기동이 불가하다. 영화 등의 블루레이 비디오에는 3개의 지역이 설정되어 있다.(대한민국은 미국, 일본, 홍콩, 타이완과 동일한 지역코드 “A”로 분류되어 있음)
게임 저장 데이터의 경우, PS/PS2 소프트웨어는 가상 메모리 카드에서, PS3 소프트는 하드 디스크 저장 데이터에 저장한 다음 불러온다. PS3에서는 PS/PS2용 메모리 카드 슬롯이 없기 때문에, PS/PS2의 저장 데이터를 옮기려면 메모리 카드 어댑터가 필요하다.
시스템 소프트웨어 버전 1.80까지는, 가상 메모리 카드의 데이터는 실물 카드로 옮길 수 없었다. 메모리 카드 데이터를 SD 카드 등의 외부 미디어에 보존은 할 수 있었다. 《몬스터 헌터》나 《드래곤 퀘스트 소년 영거즈와 이상한 던전》, 《실황 파워풀 프로야구》 시리즈 등 일부 PS2용 소프트의 저장 데이터에 복사 금지 속성이 있어 가상 메모리 카드의 데이터는 옮길 수 없었지만, 시스템 소프트웨어 버전 1.80의 업데이트로 이동이 가능하게 되었다.
40 GB 이후의 모델에서는, PS2의 가상 메모리 카드를 쓸 수는 있으나 플레이를 할 수 없기 때문에, 현재까지 데이터 보관 이외에는 의미가 없다.

### 비디오, 음악, 사진
- 비디오

가정용 TV 규격에서는 최고 화질인 프로그레시브 풀 HD(1080p)로 블루레이 비디오나 DVD 비디오, AVCHD의 재생, MPEG-2(PS, TS), MPEG-1, H.264/MPEG-4 AVC, MPEG-4 SP, DivX, VC-1 형식의 각종 동영상 데이터 재생을 지원 하며 미디어 서버에 접속했을 경우, 윈도우 미디어 센터로 녹화한 프로그램 DVR-MS 형식의 파일을 볼 수 있다. PS3에서는 MPEG-2로 인식된다. 또, AVI 파일이어도 영상 코덱이 DivX 형식이면 재생이 가능하다. PS3로 열람할 수 있는 웹사이트상의 영상은 유튜브 같은 플래시로 재생하는 동영상 서비스뿐이다. 덧붙여 VC-1 (WMV)의 재생은 인터넷 접속을 통한 인증이 필요하다.
- 음악

ATRAC, AAC, WMA(버전 1.60 이상), MP3, WAV 형식의 음악 데이터 재생을 지원한다.(ATRAC, WMA의 재생은 인터넷 접속을 통한 인증 필요) 또, 음악 CD를 ATRAC, AAC, MP3 같은 형식으로 HDD에 립핑하는 것이 가능하다. WAV 데이터 복사는 CD에서 바로 복사하는 것은 불가능하고, USB 메모리나 아이팟, 워크맨 등을 이용한 USB 접속이나 랜(LAN) 기능을 이용한 방법만 가능하다. WAV의 경우 16비트 44.1 kHz 이외의 데이터를 재생할 수 없다. SACD(40 GB/CECHHxx 모델 이후는 미지원)나 DSD 디스크의 재생에도 대응한다. DSD의 재생의 경우, SACD와 DSD 디스크에서만 재생할 수 있어 DSD 데이터를 HDD로 이동해 재생할 수 없다. HDMI 단자를 통한 DSD 출력도 지원하지 않고 있다.
음악 재생 중 시각화 기능을 이용할 수 있다. 또 재생 목록을 작성해 사진의 슬라이드 쇼와 동기화시키거나 인터넷 브라우저, Folding@Home이나 일부 게임 실행 중에도 재생할 수 있다. 음악 CD의 업 샘플링(88.2kHz/176.4 kHz)이나, SACD를 지원하는 출력기기에서는 비트매핑에 의한 고음질 출력도 지원한다. 버전 3.00부터는 HDD에 저장되어 있는 음악 파일의 업 샘플링 재생도 지원한다.
- 사진

JPEG, GIF, PNG, TIFF, BMP 형식 파일을 볼 수 있으며, 다양한 슬라이드 쇼 기능을 지원한다. 일부 프린터를 USB나 랜으로 접속해 인쇄도 할 수 있다. 버전 2.60부터 포토 갤러리 기능이 추가되어 시간별, 인원수, 연령별, 표정, 컬러 등으로 사진을 분류할 수 있으며, 사진 보기 기능이 강화되었다.

### 미디어 서버
음악·영상·사진의 시청·열람 기능이나 네트워크 기능의 리모트 플레이에 의해, 가정 내 LAN 환경 또는 가정 밖 인터넷 환경 아래에서 미디어 서버로서 이용할 수 있다.
USB 스토리지도 이용 가능하지만 NTFS 포맷은 지원하지 않는다. DLNA 클라이언트가 되는 것도 가능하고 PC 등의 DLNA 서버 상에 있는 영상이나 동영상, 음악 데이터를 재생할 수도 있다.
본래 DTCP-IP를 지원하지 않았기 때문에 저작권으로 보호된 영상 재생은 지원하지 않았지만, 버전 3.00부터 DTCP-IP를 지원하기 시작해 DTCP-IP 미디어 서버를 찾았을 때, XMB 좌측에 있는 설정 메뉴에 DTCP-IP 재생을 활성화하는 항목이 나타난다.

### 플레이스테이션 네트워크
PS3의 발매와 동시에 서비스를 실시하고 있다. 메시지 송수신, 매치메이킹(온라인 플레이용), 패치 배포, 콘텐츠 다운로드 등의 기능을 제공하고 있으며 아카마이 테크놀로지스가 콘텐츠 전달 인프라를 제공하고 있다. 버전 2.00부터 XMB 상에 인포메이션 보드로 PS3에 관한 소식이나 갱신 정보가 나오게 되어 있으며, 버전 3.00에서는 인포메이션 보드가 What's New로 바뀌며 디자인도 새롭게 바뀌었다.
마스터 계정과 서브 계정 두 종류가 있고, 서브 계정은 마스터 계정을 가진 보호자가 피보호자에게 계정을 나누어 주기 위한 것이다. 그렇기 때문에 마스터 계정을 얻으려면 18세 이상이어야 한다. 서브 계정을 가지고 있는 사람은 지갑을 만들 수 없지만 연결된 마스터 계정의 지갑을 이용하여 상품 및 서비스 요금을 결제할 수 있다.
- 플레이스테이션 홈

3차원 온라인 유저 커뮤니티이다. 온라인 기능을 지원하는 게임의 매칭도 지원해, PS3 게임을 기동하여 친구와 함께 온라인 게임에 참가할 수 있다. 대한민국 사용자는 별도 서버가 있는 일본과 달리 '아시아' 서버로 접속된다.
- 애드혹 파티 포 플레이스테이션 포터블

PS3를 이용하여 PSP의 애드혹 모드로 온라인 플레이를 즐길 수 있는 서비스이다.
- Life with PlayStation

2008년 9월 18일부터 시작한 새로운 네트워크 서비스로 무료 제공하고 있다. 자리에 있으면서 세계 각 도시(약 60개 도시)의 뉴스나 날씨, 기온, 라이브 영상을 얻을 수 있는 정보 서비스로, 지구상 구름의 모습도 실시간 표시하고 있다. 여기에 포함된 Folding@home는 2007년 3월 22일부터 시작한 PS3의 '병렬분산컴퓨팅'을 도입한 사회공헌 프로젝트의 일환. 2008년 2월 5일에는 참가자가 100만명을 돌파했다.

### 리모트 플레이
플레이스테이션 포터블 화면상에서 PS3의 각종 기능을 조작할 수 있는 기능이다. PS3의 화면을 실시간으로 480p MPEG-4 Simple Profile로 변환해 스트림 방식으로 무선랜을 통해 PSP로 전송한다.
비트레이트는 256, 512, 768, 1024 kbps중에서 선택할 수 있다. 다만, 모든 기능을 사용할 수 있는 것은 아니고, 하드 디스크에 있는 음악이나 동영상 시청, 인터넷 브라우저, Folding@home나 《픽셀 정크》 같은 몇몇 PS3 게임만 이용할 수 있다. 또한 게임 아카이브의 게임을 포함해 플레이스테이션 규격 소프트는 모두 지원하고 있다. 원래 무선랜이 없는 20GB 모델은 사용이 불가능했지만, 버전 1.60부터 사용이 가능하다.
버전 1.80부터는 인터넷 경유 접속으로 외출하면서도 리모트 플레이가 가능하게 되었고, 버전 2.00부터는, PSP에서 인터넷 경유 접속으로 PS3의 전원을 켜고 끌 수 있는 기능이 추가되었다.

### 인터넷 브라우저
PS3에는 독자적인 웹 브라우저가 탑재되어 웹사이트를 볼 수 있다. 북마크 보존, 문자 크기의 변경, 문자 인코딩의 변경, 방문 기록표시, 자바스크립트 지원, 프록시 서버의 설정 등 일반적인 브라우저에 필적하는 기능이 있다. 조작은 PC와 같이 마우스 포인터를 사용해, 아날로그 스틱이나 커서 키로 조작한다.(마우스도 사용 가능)
페이지의 이미지나 동영상도 다운로드 가능하다. 이러한 데이터는 하드 디스크나 기록 미디어에 보존하여 이미지나 동영상은 다운로드하자마자 볼 수 있다. 소리 파일도 지원하는 형식이면 다운로드 후 바로 재생할 수 있다. 플래시 플레이어 7을 탑재 하고 있어 플래시 영상도 볼 수 있다. 또, 최대 6개의 창을 띄울 수 있고 각각의 창을 축소 표시할 수도 있다.
2008년 10월 공개된 시스템 소프트웨어 버전 2.50부터 어도비 플래시 9도 지원한다. 덕분에 플래시 플레이어 7을 지원하지 않던 사이트를 볼 수 있게 되었고 유튜브 등의 동영상의 움직임이 부드러워졌다.
2009년 9월, 시스템 소프트웨어 버전 3.0 업데이트로 인쇄하기와 스크린숏 보존 기능이 추가되었다.

### 시스템 소프트웨어

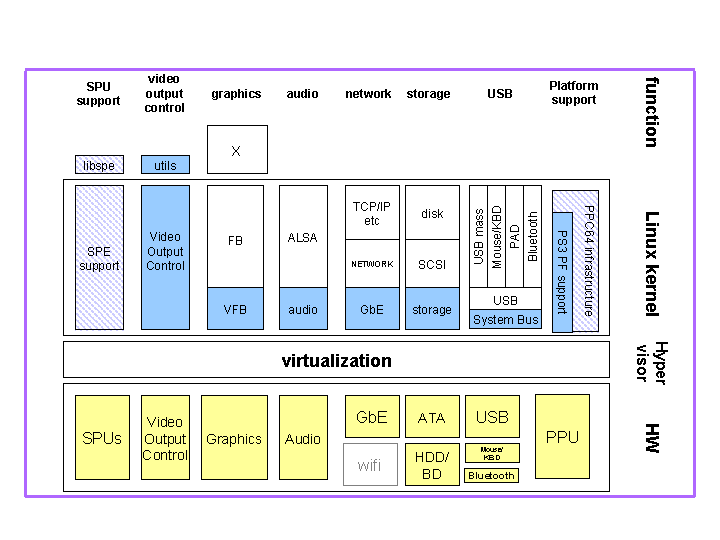
PS3 리눅스 커널의 구조

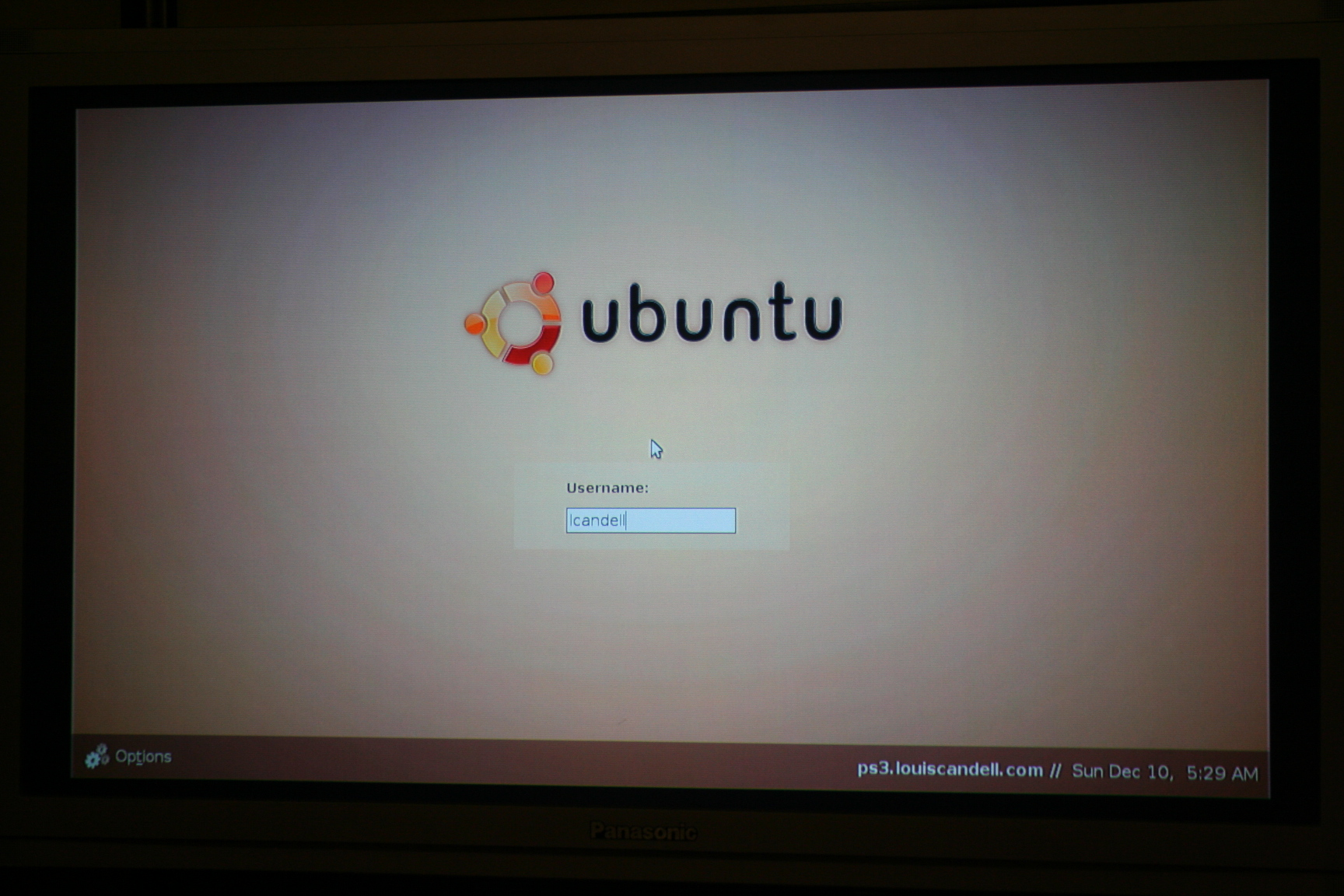
PS3 우분투 6.10 부팅 화면

순정 시스템 소프트웨어의 이름은 게임 OS(Game OS)로, 조작을 위한 GUI는 크로스 미디어 바(XMB)를 채용하고 있으며 항상 최신 버전으로 업데이트할 것을 권장하고 있다.
- 서드파티 시스템 소프트웨어

기본적으로 제공하는 시스템 소프트웨어 이외에도, 서드파티가 제공하는 시스템 소프트웨어를 설치해 사용하는 것이 가능하다. 다만, 이러한 시스템에서는 GPU에 접근할 수 없다. PS3의 XMB에서는 ‘다른 시스템’이라고 불린다. 하지만 2009년 9월에 발매된 신형 PS3(CECH-20xx)에서는, ‘다른 시스템의 설치’ 항목이 삭제되어 서드파티가 제공하는 시스템 소프트웨어를 설치할 수 없다. 또 신형 모델이 아니더라도 2010년 4월 1일 배포된 펌웨어 3.21 버전으로 업데이트하면 역시 설치할 수 없다.
아래와 같은 리눅스 배포판이 설치·사용이 가능한 것으로 알려지고 있다.
- 옐로 독 리눅스[77]
- 페도라 코어 5[78] / 6[79], 페도라 7[80]/ 8[81] / 9[82] / 10[83]
- 젠투 리눅스[84]
- 모몬가(Momonga) 리눅스[85]
- 우분투, 쿠분투, 주분투[86]

이외에도 PPC 아키텍처를 지원하는 다른 리눅스 배포판이나 다른 OS(BSD계나 오픈솔라리스 등)에서도 작동할 가능성은 있다. 또, HTTP-FUSE PS3 Linux에서는, 네트워크상의 리눅스 이미지로부터 기동하는 것이 가능하다.

### 디자인

초기 PS3 로고

새 PS3 로고

초기 모델의 본체는 수평으로 뒀을 때 윗부분이 곡면 형태로 16 cm 대형 냉각 팬과 전원 부품을 내장하고 있으며, PS2와 마찬가지로 수직 또는 수평으로 두는 것이 가능하다.(신형 CECH-20xx 모델은 스탠드를 사용해야 수직으로 두는 것이 가능) 60 GB/CECHAxx 모델은 광학 드라이브 주변이 크롬 도금 처리되어 있고 40GB/CECHHxx·80GB/CECHLxx 모델도 이와 비슷한 은빛 라인이 들어가 있지만, 20GB/CECHBxx 모델은 아예 없다.
디스크 드라이버는 슬롯 인 방식을 채용했으며, 본체에 동봉되는 콘트롤러는 PS2의 콘트롤러와 비슷하나 무선이며 6축 검출 시스템(SIXAXIS)이 붙어 있으며, 가운데 아날로그 버튼 대신에 무선 인식 등에 이용하는 PS 버튼이 붙어 있고, L2·R2버튼을 트리거처럼 사용할 수 있다.
PS2까지의 로고는 ‘PlayStation’으로 대소문자를 같이 써서 표기했던 것과 달리 PS3에서는 ‘PLAYSTATION 3’이라는 대문자만을 사용한 표기로 바뀌었다. 초기 로고는 소니 픽쳐스 엔터테인먼트와 소니 픽쳐스 이미지웍스가 제작에 관여한 스파이더맨의 자체 폰트와 같다. 그러다 120GB/CECH-20xxA 모델에서는 플레이스테이션 제품군을 총칭하는 PlayStation으로 표기를 통일하기 위해 영어 표기를 ‘PLAYSTATION 3’에서 ‘PlayStation 3’으로 바꾸며 본체 로고도 ‘PS3’로 바꿔, PS3가 정식 약칭으로 쓰이고 있다. 또 본체는 수평으로 뒀을 때 윗부분의 곡면 부분은 남겨두면서도 디자인이 크게 바뀌었고, 표면에는 부드러움을 느끼게 하는 시보 가공 처리를 했다.

### 그 외
- XMB(크로스 미디어 바)

PSX나 플레이스테이션 포터블 등의 소니 제품에 채용된 GUI를 PS3에도 채용하고 있다. 따라서 PS3에서는 메뉴 아이콘과 바탕 화면을 바꿀 수 있다. 버전 3.00에서 디자인이 새로 바뀌었다.
- HDMI 단자

HDMI Ver.1.3a 규격을 탑재해, HDMI 출력으로 1080p를 지원하는 제품은 PS3가 처음이다.(경쟁 제품인 엑스박스 360도 나중에 HDMI Ver.1.2 단자를 추가하였음) 또 PS3에서는 HDMI Ver.1.3 규격 중에서도 선택적 기능인 Deep Color (12비트) , x.v.Color (xvYCC)를 지원하고 있다. 1920 x1080/60p를 지원한 첫 소프트웨어는, 론칭 타이틀의 《릿지레이서 7》이다. 처음에는 HDMI 자동 인식이 되지 않고, RCA 단자 등으로 연결해 설정할 필요가 있었지만, 버전 1.60부터는 HDMI 자동 인식을 지원한다. HDMI 연결로 영상과 음성의 완전한 디지털 출력을 케이블 하나만 연결하는 것으로 가능하게 되었다. 연결하는 HDMI 케이블은 하이 스피드(HIGH-SPEED) 규격을 권장하고 있다. CD의 업 샘플링 출력(176.4 kHz 출력)이나 DSD 디스크(또는 SACD)의 하이 비트·하이 샘플링 출력하는 경우 등도 필수이다. PS3 시스템 소프트웨어 버전 1.80부터 HDMI 출력만 하드웨어 스케일러 기능을 사용할 수 있게 되어, PS, PS2 게임이나 DVD 비디오를 이 기능을 사용하여 출력 해상도를 1080p로 업스케일, 즉 확대 출력할 수 있게 되었다.
- 브라비아 링크

소니에서 만든 액정 TV 브라비아와 HDMI로 연결해 브라비아 멀티 리모콘으로 직접 PS3의 XMB를 조작할 수 있는 것 외에도 텔레비전의 전원을 끄면 PS3의 전원도 자동적으로 꺼지는 시스템 스탠바이 기능 등을 이용할 수 있다. 120GB/CECH-20xxA에 포함되어 있다. 단, 브라비아 링크를 지원하는 브라비아 텔레비전이 필요하다.
- USB 단자

기종에 따라 2개 또는 4개 단자가 장착되어 있다. PC에서 보통 사용하는 USB 키보드, 마우스도 연결하여 사용할 수 있고 USB 메모리도 지원하고 있어 데이터 저장에 사용할 수 있다. 하드 디스크도 연결 가능하나 XMB에서 인식시키려면 FAT32로 포맷되어 있어야 한다.
- 쿡TV

2007년 10월 소니 컴퓨터 엔터테인먼트 코리아와 KT가 계약을 맺어 2007년 11월 20일부터 대한민국 사용자라면 PS3 본체를 셋톱 박스로 삼아 KT의 IPTV 서비스인 쿡TV(계약 당시는 '메가TV') 서비스를 이용할 수 있게 되었다. 쿡TV 서비스를 이용하려면 KT에 우선 서비스 신청을 해야 한다.

## 판매량 및 제조 비용
플레이스테이션 3의 초기 제조 비용은 20GB 모델의 경우 미국 달러로 $805.85, 60GB 모델의 경우 $840.35인 것으로 알려졌다. 하지만 시장 출시 가격은 각각 $499와 $599로 책정하면서 한 대당 $250의 손해를 보게 되었으며 2007년 3월기 결산에서 소니 게임 사업의 영업손실 2323억엔을 기록하는데 영향을 끼쳤다. 이 때문에 4월 판매 부진을 이유로 구타라기 켄 소니 컴퓨터 엔터테인먼트 회장이 은퇴를 선언한다.
그렇지만 이모션 엔진 칩 제거, 65nm 생산 공정 도입, 블루레이 다이오드 제조 비용 인하 등 지속적으로 판매 손실을 꽤 줄여 나간 결과 소니는 2009년 1월, 2008년 3분기 게임 사업부에서 이익이 발생했다고 발표했다. 2009년 12월에는 플레이스테이션 3 판매 소실이 대당 40달러인 것으로 나타났다.
2011년 초 미국 정가는 299달러, 일본 정가는 29,980엔.E3 2011 전후로 신모델의 루머가 있어 추가적인 가격 인하의 기대를 모았으나 결국 6월 중순경 신모델의 투입은 사실이지만 가격은 현상 유지로 밝혀졌다.
2011년 8월 16일 가격을 다시 내렸다. 이제 160GB 슬림 모델의 일본 내 정가는 24,980엔이다. 320GB 모델 또한 달러의 가격 인하가 있을 것이라고 말했다.

다음은 지금까지 집계된 지역별 판매량이다.
| 지역    | 판매대수                         | 출시일           |
| ------- | -------------------------------- | ---------------- |
| 미국    | 900만 이상 2009년 8월 18일 기준  | 2006년 11월 17일 |
| 영국    | 300만 2010년 1월 25일 기준       | 2007년 3월 23일  |
| 유럽    | 1000만 이상 2009년 8월 18일 기준 | 2007년 3월 23일  |
| 일본    | 400만 2009년 12월 18일 기준      | 2006년 11월 11일 |
| 전 세계 | 8740만 2017년 3월 31일 기준      |                  |

## 기술적 문제

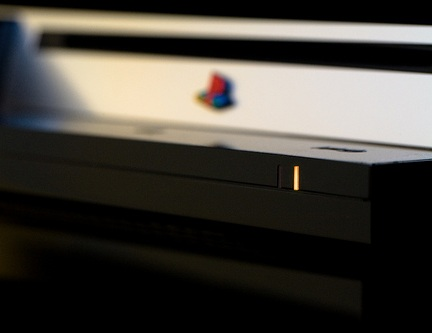
불특정 문제가 발생했을 경우 노란 불을 깜박거리면서 표시한다.

아스 테크니카(Ars Technica)의 보도에 따르면, 기술적 이상을 일으킨 플레이스테이션 3의 수는 가전 산업 분야에서 일반적인 실패율 안에 들어가는 범위라고 한다.
영국 BBC의 ‘워치독’(Watchdog)에서 ‘죽음의 노란 불’(Yellow Light Of Death) 증상에 대해 고발한 바 있다. ‘죽음의 노란 불’이란 PS3가 정상 작동하다 노란색 불이 뜨면서 기기가 작동되지 않는 현상을 말한다. 이 프로그램에서는 PS3의 무상보증기간이 1년이라는 점을 지적하면서, 기간이 지나면 소비자가 비용을 지불해야 한다고 보도했다.
이 프로그램에 대해서 선임 부사장 및 전무인 레이 매규어(Ray Maguire)는 프로그램을 비판하고 소니와 플레이스테이션 브랜드에 잠재적으로 해를 입히려는 시도를 인용한 내용의 문서를 내놓았는데, 프로그램에서 보도한 문제가 발생한 플레이스테이션 3의 수는 기술적 결함의 증거가 되지 못한다고 설명했다.
2010년 3월 1일에는 구형 PS3에서 날짜 설정이 2000년 1월 1일로 맞춰지는 오류가 있었다. 2010년을 윤년으로 잘못 계산한 것이 원인으로, 3월 1일을 2월 29일로 계산하면서 플레이스테이션 네트워크 서버와 플레이스테이션 사이에 오류가 생겼고, 데이터가 사라지고 일부 게임이 구동되지 않았다. 이 문제는 다음날에 해결됐다.

## 모델 비교

### 지역 번호
| xx = 지역 | 일본 | 북미 | 호주 | 영국 | 유럽 | 한국 | 싱가포르 | 대만 | 러시아 | 미사용 | 미사용 | 남미 | 홍콩 |
| 번호      | 00   | 01   | 02   | 03   | 04   | 05   | 06       | 07   | 08     | 09     | 10     | 11   | 12   |

### 구 모델
| 모델                                                                          | CECHBxx       | CECHAxx       | CECHCxx         | CECHExx         | CECHGxx, CECHHxx       | CECHKxx            | CECHPxx            |
| ----------------------------------------------------------------------------- | ------------- | ------------- | --------------- | --------------- | ---------------------- | ------------------ | ------------------ |
| 출시년월                                                                      | 2006년 11월   | 2006년 11월   | 2007년 3월      | 2007년 8월      | 2007년 10월            | 2008년 8월         | 2008년 10월        |
| 용량                                                                          | 20 GB (NTSC)  | 60 GB (NTSC)  | 60 GB (PAL)     | 80 GB (NTSC)    | 40 GB (PAL, NTSC)      | 80 GB (PAL, NTSC)  | 160 GB (PAL, NTSC) |
| 최고 소비 전력                                                                | 190 W         | 190 W         | 190 W           | 190 W           | 150 W                  | 116 W              | 116 W              |
| 디스크 삽입 방식                                                              | 슬롯 인       | 슬롯 인       | 슬롯 인         | 슬롯 인         | 슬롯 인                | 슬롯 인            | 슬롯 인            |
| USB 2.0 포트 개수                                                             | 4             | 4             | 4               | 4               | 2                      | 2                  | 2                  |
| 색상                                                                          | 블랙          | 블랙          | 블랙            | 블랙            | 블랙/화이트(일본 한정) | 블랙               | 블랙               |
| IEEE 802.11b/g 무선 인터넷                                                    | 아니요        | 예            | 예              | 예              | 예                     | 예                 | 예                 |
| 메모리 카드 리더                                                              | 아니요        | 예            | 예              | 예              | 아니요                 | 아니요             | 아니요             |
| 유광 처리                                                                     | 아니요        | 예            | 예              | 예              | 아니오 (새틴 실버)     | 아니오 (새틴 실버) | 아니오 (새틴 실버) |
| SACD 재생 기능                                                                | 예            | 예            | 예              | 예              | 아니요                 | 아니요             | 아니요             |
| PS2 호환                                                                      | 하드웨어 방식 | 하드웨어 방식 | 소프트웨어 방식 | 소프트웨어 방식 | 아니요                 | 아니요             | 아니요             |
| 리눅스 지원                                                                   | 버전 3.15까지 | 버전 3.15까지 | 버전 3.15까지   | 버전 3.15까지   | 버전 3.15까지          | 버전 3.15까지      | 버전 3.15까지      |
| 현재 생산 여부                                                                | 아니요        | 아니요        | 아니요          | 아니요          | 아니요                 | 아니요             | 아니요             |
| 전 모델 블루레이/DVD/CD 재생, HDMI 1.3a, 블루투스 2.0 및 기가비트 이더넷 지원 |               |               |                 |                 |                        |                    |                    |

### 슬림 모델
| 모델                                                                          | CECH-20xxA 슬림    | CECH-20xxB 슬림    | CECH-25xxA 슬림 "J"           | CECH-25xxB 슬림 "J" | CECH-30xxA 슬림 "K" | CECH-30xxB 슬림 "K"                       |
| ----------------------------------------------------------------------------- | ------------------ | ------------------ | ----------------------------- | ------------------- | ------------------- | ----------------------------------------- |
| 출시년월                                                                      | 2009년 9월         | 2009년 10월        | 2010년 7월/9월                | 2010년 7월/9월      | 2011년 7월          | 2011년 10월                               |
| 용량                                                                          | 120 GB (PAL, NTSC) | 250 GB (PAL, NTSC) | 160 GB (PAL, NTSC)            | 320 GB (PAL, NTSC)  | 160 GB (PAL, NTSC)  | 320 GB (PAL, NTSC)                        |
| 최고 소비 전력                                                                | 96 W               | 96 W               | 74 W                          | 74 W                |                     |                                           |
| 디스크 삽입 방식                                                              | 슬롯 인            | 슬롯 인            | 슬롯 인                       | 슬롯 인             | 슬롯 인             | 슬롯 인                                   |
| USB 2.0 포트 개수                                                             | 2                  | 2                  | 2                             | 2                   | 2                   | 2                                         |
| 색상                                                                          | 블랙               | 블랙               | 블랙, 블루, 화이트(일본 한정) | 블랙                | 블랙                | 블랙, 화이트, 레드, 실버, 블루(일본 한정) |
| IEEE 802.11b/g 무선 인터넷                                                    | 예                 | 예                 | 예                            | 예                  | 예                  | 예                                        |
| 메모리 카드 리더                                                              | 아니요             | 아니요             | 아니요                        | 아니요              | 아니요              | 아니요                                    |
| 유광 처리                                                                     | 아니요             | 아니요             | 아니요                        | 아니요              | 아니요              | 아니요                                    |
| SACD 재생 기능                                                                | 아니요             | 아니요             | 아니요                        | 아니요              | 아니요              | 아니요                                    |
| PS2 호환                                                                      | 아니요             | 아니요             | 아니요                        | 아니요              | 아니요              | 아니요                                    |
| 리눅스 지원                                                                   | 아니요             | 아니요             | 아니요                        | 아니요              | 아니요              | 아니요                                    |
| 전원 버튼 LED                                                                 | 예                 | 예                 | 예                            | 예                  | 아니요              | 아니요                                    |
| 현재 생산 여부                                                                | 아니요             | 아니요             | 아니요                        | 아니요              | 아니요              | 아니요                                    |
| 전 모델 블루레이/DVD/CD 재생, HDMI 1.3a, 블루투스 2.0 및 기가비트 이더넷 지원 |                    |                    |                               |                     |                     |                                           |

### 수퍼 슬림 모델
| 출시년월                                                                      | 2012년 9월                | 2012년 10월      |                    |
| 용량                                                                          | 12 GB 플래시 메모리 (PAL) | 250 GB (NTSC)    | 500 GB (PAL, NTSC) |
| 최고 소비 전력                                                                | 80 W                      | 80 W             | 80 W               |
| 디스크 삽입 방식                                                              | 상단 커버 탈착식          | 상단 커버 탈착식 | 상단 커버 탈착식   |
| USB 2.0 포트 개수                                                             | 2                         | 2                | 2                  |
| 색상                                                                          | 블랙                      | 블랙             | 블랙               |
| IEEE 802.11b/g 무선 인터넷                                                    | 예                        | 예               | 예                 |
| 메모리 카드 리더                                                              | 아니요                    | 아니요           | 아니요             |
| 유광 처리                                                                     | 아니요                    | 아니요           | 아니요             |
| SACD 재생 기능                                                                | 아니요                    | 아니요           | 아니요             |
| PS2 호환                                                                      | 아니요                    | 아니요           | 아니요             |
| 리눅스 지원                                                                   | 아니요                    | 아니요           | 아니요             |
| 전원부 LED                                                                    | 아니요                    | 예               | 예                 |
| 현재 생산 여부                                                                | 아니요                    | 아니요           | 아니요             |
| 전 모델 블루레이/DVD/CD 재생, HDMI 1.3a, 블루투스 2.0 및 기가비트 이더넷 지원 |                           |                  |                    |

## 같이 보기
- 플레이스테이션 (콘솔)
- 플레이스테이션 2
- 플레이스테이션 4